# Sapador
Els sapadors o enginyers de combat són els soldats que es dediquen a construir fortificacions o infraestructures, instal·lar sistemes de comunicacions o desactivar explosius.
El mot sapador prové del francès sappe, que vol dir trinxera. Es va començar a fer servir durant el segle xvii, quan els assetjants cobrien l'avenç cap a les fortaleses o ciutats amb trinxeres i feien túnels sota els murs per ensorrar-los. Aquests túnels i rases s'anomenaven sapes, i els que hi treballaven es van començar a anomenar sapadors.
Als exèrcits moderns, els sapadors fan bàsicament 3 tasques:
- Donen suport tàctic col·locant ponts, i d'altres estructures ofensives o defensives, al camp de batalla.
- Construeixen grans instal·lacions, com aeròdroms o campaments.
- S'ocupen dels explosius: col·locació o desactivació de mines, explosius improvisats, etc.